# Gonatocerus udakamundus
Gonatocerus udakamundus is een vliesvleugelig insect uit de familie Mymaridae. De wetenschappelijke naam is voor het eerst geldig gepubliceerd in 1973 door Mani & Saraswat.